# Maršál Sovětského svazu

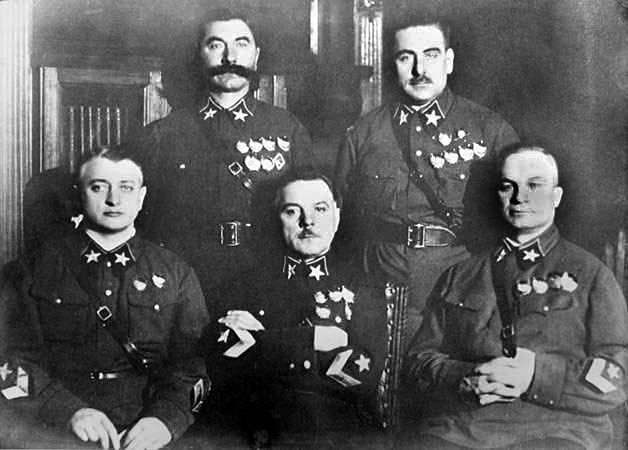
Prvních 5 maršálů SSSR jmenovaných 20. listopadu 1935. Zleva: Michail Tuchačevskij, Semjon Michajlovič Buďonnyj, Kliment Jefremovič Vorošilov, Vasilij Konstantinovič Bljucher a Alexandr Iljič Jegorov, všichni až na Vorošilova a Buďonného přišli o život během čistek

Hodnost maršál Sovětského svazu (rusky Ма́ршал Сове́тского Сою́за, [máršal Savětskovo sajúza]) byla druhá nejvyšší hodnost Rudé a posléze Sovětské armády a prakticky nejvyšší hodnost, které mohl voják dosáhnout. (Nejvyšší hodnost – generalissimus – byla vytvořena speciálně pro Stalina, který byl také jejím jediným nositelem v celé historii SSSR.)
Hodnost maršál SSSR vznikla v roce 1935 a zanikla v roce 1991. Celkem jí dosáhlo 41 lidí. Jejím námořnickým ekvivalentem byla hodnost admirál loďstva Sovětského svazu.

## Historie hodnosti

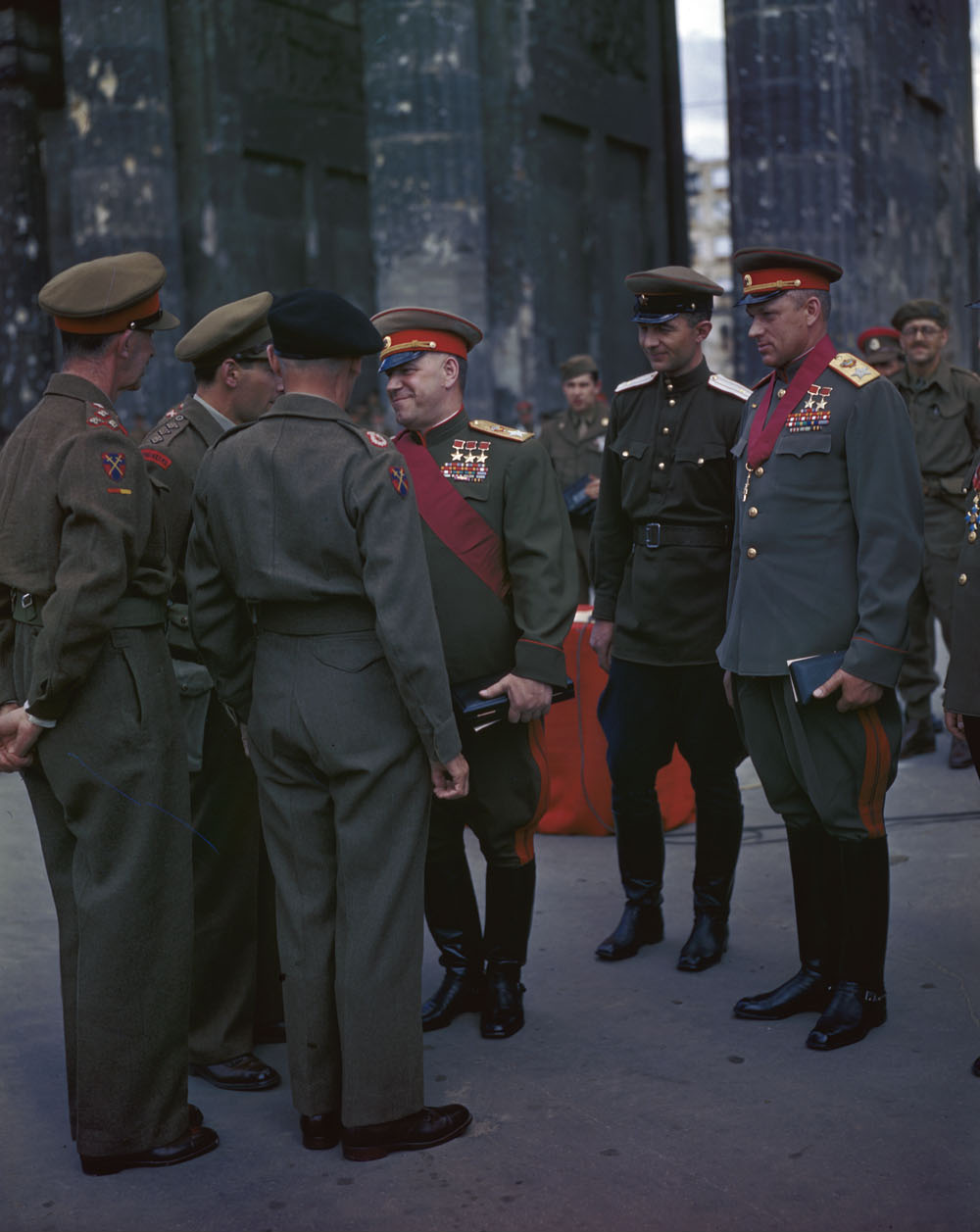
Maršál Žukov (uprostřed) a maršál Konstantin Rokossovskij (vpravo), v baretu britský maršál Bernard Montgomery před braniborskou bránou

Vojenská hodnost maršál Sovětského svazu byla ustavena rozhodnutím sovětské vlády (tzv. Rada lidových komisařů) 22. září 1935. 20. listopadu bylo do této hodnosti povýšeno 5 mužů: lidový komisař obrany Kliment Vorošilov, náčelník generálního štábu Rudé armády Alexandr Jegorov a tři starší velitelé: Vasilij Bljucher, Semjon Buďonnyj a Michail Tuchačevskij.
Tři z nich, Bljucher, Tuchačevskij a Jegorov, byli popraveni během Stalinovy Velké čistky v letech 1937–1939. 7. května 1940 byli jmenováni další tři maršálové: nový lidový komisař obrany Semjon Timošenko, Boris Michajlovič Šapošnikov a Grigorij Kulik.
Během druhé světové války byli Timošenko, Buďonnyj a Vorošilov odstraněni z nejvyššího velení pro neúspěšné řízení bojových operací (Vorošilov po zimní válce, zbylí dva v průběhu Velké vlastenecké války) a Kulik byl dokonce degradován pro neschopnost. Hodnost maršál Sovětského svazu byla během Velké vlastenecké války udělena celé řadě vojenských velitelů, kteří si ji zasloužili svými výkony na bojišti (např. Georgij Konstantinovič Žukov, Ivan Stěpanovič Koněv a Konstantin Konstantinovič Rokossovskij). V roce 1943 Stalin povýšil na maršála sám sebe a v roce 1945 přidal tutéž hodnost svému šéfovi policie Berijovi. K těmto politickým maršálům se později ještě připojil v roce 1947 Nikolaj Bulganin.
Po 2. světové válce byl bývalý maršál Grigorij Kulik popraven během další vlny Stalinových čistek (1950). Po Stalinově smrti jej následoval Lavrentij Berija. Od roku 1947 dostávali tuto hodnost pouze profesionální vojáci alespoň rámcově odpovídající úrovně (jedinou výjimku představuje povýšení Leonida Brežněva v roce 1976).
Jako poslední získal tuto hodnost Dmitrij Jazov (1990), který byl o rok později uvězněn pro svou účast na nepovedeném puči proti Michailu Gorbačovovi. Maršál Sergej Fjodorovič Achromejev spáchal sebevraždu po rozpadu SSSR. Hodnost byla zrušena (ztratila význam) s rozpuštěním Sovětského svazu v říjnu 1991. Za její nástupnickou hodnost je považována hodnost maršál Ruské federace, kterou jako první obdržel pouze Igor Dmitrijevič Sergejev, ruský ministr obrany v letech 1997–2001 a bezpečnostní poradce Vladimira Putina.
Maršály SSSR lze rozdělit do tří hlavních skupin.
- První skupina si svou vysokou reputaci získala během ruské občanské války. Sem patří všichni maršálové povýšení do konce roku 1940 (včetně politického maršála Vorošilova, jehož zásluhy existovaly ve skutečnosti pouze na papíře). Všichni tito velitelé byli s výjimkou Šapošnikova odstraněni z vedoucích postů pro neschopnost a neúspěchy v boji, nebo byli popraveni za Velké čistky. Za alespoň průměrně schopné velitele z nich bývají považováni Šapošnikov a částečně Timošenko.
- Druhá skupina si hodnost vydobyla během Velké vlastenecké války a její členové zastávali vrcholné velitelské funkce na konci druhé světové války a po ní. Sem patří zejména maršálové Žukov, Vasilevskij, Koněv, Rokossovskij, Malinovskij, Tolbuchin a Čujkov.
- Třetí skupinu tvoří maršálové, kteří hodnost získali během éry studené války.

Všichni pováleční maršálové byli důstojníky během Velké vlastenecké války, s výjimkou Brežněva, který byl politrukem. Včetně Jazova, který byl na konci války dvacetiletý a velel rotě. Na rozdíl od starších amerických velitelů, žádný sovětský maršál nezískal přímé bojové zkušenosti za studené války.
Ve vojenské hierarchii Sovětského svazu byly zavedeny také jiné maršálské hodnosti, a to maršál tankového vojska, maršál dělostřelectva a maršál letectva v lednu 1943 a maršál ženijního vojska, maršál spojovacího vojska, hlavní maršál letectva, hlavní maršál tankového vojska, hlavní maršál dělostřelectva, hlavní maršál ženijního vojska a hlavní maršál spojovacího vojska v říjnu 1943.

## Seznam maršálů SSSR
- Kliment Jefremovič Vorošilov (1881–1969), od listopadu 1935
- Michail Tuchačevskij (1893–1937), od listopadu 1935
- Alexandr Iljič Jegorov (1883–1939), od listopadu 1935
- Semjon Michajlovič Buďonnyj (1883–1973), od listopadu 1935
- Vasilij Konstantinovič Bljucher (1890–1938), od listopadu 1935
- Semjon Konstantinovič Timošenko (1895–1970), od května 1940
- Grigorij Kulik (1890–1950), od května 1940
- Boris Michajlovič Šapošnikov (1882–1945), od května 1940
- Georgij Konstantinovič Žukov (1896–1974), od ledna 1943
- Alexandr Vasilevskij (1895–1977), od února 1943
- Josif Vissarionovič Stalin (1879–1953), od března 1943
- Ivan Stěpanovič Koněv (1897–1973), od února 1944
- Leonid Alexandrovič Govorov (1897–1955), od června 1944
- Konstantin Konstantinovič Rokossovskij (1896–1968), od června 1944
- Rodion Jakovlevič Malinovskij (1898–1967), od září 1944
- Fjodor Tolbuchin (1894–1949), od září 1944
- Kirill Afanasjevič Mereckov (1897–1968), od října 1944
- Lavrentij Pavlovič Berija (1899–1953), od července 1945
- Vasilij Danilovič Sokolovskij (1897–1968), od července 1946
- Nikolaj Alexandrovič Bulganin (1895–1975), od listopadu 1947
- Ivan Christoforovič Bagramjan (1897–1982), od března 1955
- Sergej Birjuzov (1904–1964), od března 1955
- Andrej Antonovič Grečko (1903–1976), od března 1955
- Andrej Ivanovič Jeremenko (1892–1970), od března 1955
- Kirill Semjonovič Moskalenko (1902–1985), od března 1955
- Vasilij Ivanovič Čujkov (1900–1982), od března 1955
- Matvěj Vasiljevič Zacharov (1898–1972), od května 1959
- Filipp Ivanovič Golikov (1900–1980), od května 1961
- Nikolaj Ivanovič Krylov (1903–1972), od května 1962
- Ivan Jakubovskij (1912–1976), od dubna 1967
- Pavel Batickij (1910–1984), od dubna 1968
- Pjotr Koševoj (1904–1976), od dubna 1968
- Leonid Iljič Brežněv (1906–1982), od května 1976
- Dmitrij Fjodorovič Ustinov (1908–1984), od července 1976
- Viktor Georgijevič Kulikov (1921–2013), od ledna 1977
- Nikolaj Ogarkov (1917–1994), od ledna 1977
- Sergej Leonidovič Sokolov (1911–2012), od února 1978
- Sergej Fjodorovič Achromejev (1923–1991), od března 1983
- Semjon Kurkotkin (1917–1990), od března 1983
- Vasilij Petrov (1917–2014), od března 1983
- Dmitrij Timofejevič Jazov (1924–2020), od dubna 1990